# Partido judicial de Sueca
El partido judicial de Sueca es uno de los dieciocho partidos judiciales de la provincia de Valencia, Comunidad Valenciana; en concreto se trata del partido judicial n.º 5 de la provincia de Valencia.
El ámbito territorial, que viene regulado por el Real Decreto 529/1983, de 9 de marzo, comprende los municipios de:
- Albalat de la Ribera
- Benifairó de la Valldigna
- Corbera
- Cullera
- Favareta
- Fortaleny
- Llaurí
- Poliñá de Júcar
- Riola
- Simat de Valldigna
- Sollana
- Sueca
- Tabernes de Valldigna